# Сорокін Олексій Іванович
Олексі́й Іва́нович Соро́кін (28 березня 1922, село Кириловка Нижньогородської губернії, тепер Арзамаського району Нижньогородської області, Російська Федерація — 4 березня 2020, місто Москва) — радянський військово-морський і партійний діяч, член військової ради — начальник політичного управління Північного флоту, начальник політичного управління Військово-морського флоту СРСР, 1-й заступник начальника Головного політичного управління Радянської армії і Військово-морського флоту, адмірал флоту (16.02.1988). Кандидат у члени ЦК КПРС у 1986—1990 роках. Депутат Верховної Ради СРСР 11-го скликання. Народний депутат СРСР (1989—1991).

## Життєпис
Народився в багатодітній селянській родині. Закінчив середню школу. Трудову діяльність розпочав у 1940 році шофером.
З 1941 року — у Червоній армії, учасник німецько-радянської війни. Навчався на мінометника, потім служив інструктором. З грудня 1942 року — на фронті. Служив командиром мінометного розрахунку 977-го стрілецького полку 270-ї стрілецької дивізії на Калінінському, потім 1-му Прибалтійському фронтах. Навчався на тримісячних фронтових курсах політпрацівників, після чого повернувся в свою частину на посаду молодшого політичного керівника. Служив комсомольським організатором, командиром відділення 2-го стрілецького батальйону 977-го стрілецького полку. Потім був комсомольським організатором 361-го стрілецького полку 156-ї стрілецької дивізії 43-ї армії 1-го Прибалтійського фронту.
Член ВКП(б) з 1943 року.
У жовтні 1945 — квітні 1946 року — помічник начальника політичного відділу 552-ї артилерійської бригади Воронезького військового округу. У квітні 1946 — 1948 року — секретар бюро комсомольської організації 1303-го зенітно-артилерійського полку Бакинської армії протиповітряної оборони (ППО).
У 1948—1952 роках — слухач військово-морського факультету Військово-політичної академії імені Леніна.
Закінчивши академію в 1952 році, отримав призначення на Тихоокеанський флот. З липня 1952 року — заступник командира із політичної частини на ескадреному міноносці «Рідкісний», з серпня 1953 року — заступник командира із політичної частини на ескадреному міноносці «Вдумливий». З вересня 1954 року — заступник командира легкого крейсера «Калінін» із політичної частини. З березня 1956 року — заступник командира 174-ї бригади есмінців Тихоокеанського флоту із політичної частини.
З червня 1958 року — начальник політичного відділу військово-морської бази «Советская Гавань». З травня 1961 року — начальник політичного відділу 9-ї дивізії протичовнових кораблів Тихоокеанського флоту. З січня 1964 року — начальник політичного відділу військово-морської бази «Стрелок» в Приморському краї.
У лютому 1968 — липні 1972 року — начальник відділу пропаганди і агітації — заступник начальника політичного управління Військово-морського флоту. У липні 1972 — 1973 року — 1-й заступник начальника політичного управління Військово-морського флоту.
У 1973—1976 роках — член військової ради — начальник політичного управління Північного флоту.
У 1976 — січні 1980 року — начальник управління пропаганди і агітації — заступник начальника Головного політичного управління Радянської армії і Військово-морського флоту.
У січні 1980 — вересні 1981 року — член військової ради — начальник політичного управління Військово-морського флоту СРСР.
У вересні 1981 — 1989 року — 1-й заступник начальника Головного політичного управління Радянської армії і Військово-морського флоту.
У 1989—1992 роках — у Групі генеральних інспекторів Міністерства оборони СРСР.
З травня 1992 року — у відставці в Москві.
Очолював Об'єднану редакційну колегію Загальноросійської Книги Пам'яті полеглих в роки Великої Вітчизняної війни. З 1999 року — голова Координаційної ради Міжнародного союзу «Співтовариств громадських організацій ветеранів незалежних держав». Почесний голова ради Старійшин «Клубу адміралів».
З 2008 по 4 березня 2020 року — генеральний інспектор Управління генеральних інспекторів Міністерства оборони Російської Федерації, з 2012 по 2013 рік був старшим в Управлінні.
Помер 4 березня 2020 року. Похований у Москві на Федеральному військовому меморіальному цвинтарі.

## Військові звання
- контрадмірал (1967)
- віцеадмірал (25.04.1975)
- адмірал (16.02.1979)
- адмірал флоту (16.02.1988)

## Нагороди
- орден Леніна
- орден Жовтневої Революції
- два ордени Вітчизняної війни І ст. (3.09.1944, 11.03.1985)
- орден Вітчизняної війни ІІ ст. (23.01.1944)
- орден Трудового Червоного Прапора (31.10.1967)
- орден «Знак Пошани»
- два ордени Червоної Зірки (29.11.1943, 30.12.1956)
- орден «За службу Батьківщині у Збройних Силах СРСР» ІІІ ст. (30.04.1975)
- орден Пошани (Російська Федерація) (24.02.2012)
- орден «Во славу флоту російського» І ст.
- орден «Во славу флоту російського» ІІ ст.
- орден «Данакер» (Киргизстан) (4.05.2007)
- медаль «За бойові заслуги»
- медаль «За перемогу над Німеччиною у Великій Вітчизняній війні 1941—1945 рр.»
- медалі